# Sodom (Capcom)
Pour les articles homonymes, voir Sodom (homonymie).
Sodom (ソドム, Sodomu), est un personnage de la série Final Fight de Capcom, importé par la suite dans Street Fighter Alpha: Warriors' Dreams. Sodom est doublé par Wataru Takagi dans la saga Street Fighter Alpha et par Sadao Nunome pour le film d'animation du même titre.

## Biographie
De corpulence forte, sous ses vêtements japonais et son masque kabuki qu'il ne quitte jamais, Sodom est un américain blanc. Mais il croit vraiment être la réincarnation d'un guerrier japonais. Dans Final Fight, Sodom est un membre du gang Mad Gear, qui terrorise la ville de Metro City. Lui et Rolento se connaissent et partagent les mêmes aspirations. Mad Gear définitivement détruit par Mike Haggar, Guy et Cody, ils espèrent tous les deux reconstruire un autre gang, ce qui se révèle plus que difficile.
Lorsqu'il apparaît dans Street Fighter Alpha: Warriors' Dreams, Sodom se réconcilie avec Rolento, qui avait abandonné Mad Gear à l'issue de Final Fight 1, et accepte de l'aider dans sa quête. Sodom combat à l'aide de deux épées courtes japonaise (type sai ou jitte). À l'époque de Final Fight, il était armé de 2 katanas d'où il tirait son nom dans certaines versions du jeu. Avant de faire partie de Mad Gear, il a longtemps gagné sa vie comme routier. C'est pourquoi on le voit de temps en temps avec son "truck" personnalisé.
Dans Street Fighter Alpha 3, voulant arrêter Bison, il se sacrifie en projetant son camion bourré d'explosif dans la base de Shadaloo.

## Apparitions
- 1989 - Final Fight
- 1993 - Final Fight 2
- 1995 - Street Fighter Alpha: Warriors' Dreams
- 1996 - Street Fighter Alpha 2
- 1998 - Street Fighter Alpha 3
- 1999 - Final Fight Revenge
- 1999 - SNK vs. Capcom: Card Fighters Clash
- 2001 - SNK VS Capcom: Card Fighters Clash 2

## Coups Spéciaux
- Jigoku Scrape
- Shiraha Catch
- Butsumetsu Buster
- Daikyo Burning
- Yagura Reverse

## Furies
- Meido No Miyage
- Tenchusatsu